# Aqil Davidson
Aqil Davidson (ou Aquil Davidson) est un auteur, producteur américain et également chanteur de new jack swing de l'équipe de Teddy Riley, Heavy D et Bernard Belle sous le label MCA Record. Il fut membre du groupe Wreckx-N-Effect.

## Biographie
Aqil Davidson a collaboré avec le groupe Guy pour produire des titres comme Total Control et Gotta Be a Leader. Il a aussi collaboré avec Bobby Brown pour That's The Way Love Is, Wreckx-N-Effect, MC Lyte, Ruffneck.
Il a participé à la bande originale de Bulletproof avec Damon Watans et Adam Sandler en 1996 et à la bande de Orgazmo en 1998.
Il a fait la musique pour les sessions NBA en 1994 dans lesquels figurent Heavy D, The Notorious B.I.G., Bobby Brown et un certain Pharrell Williams dans une production d'un titre.
Il a également participé à la composition du titre She drives me wild de Michael Jackson sur l'album Dangerous en 1991. Il chante la partie rappée dans la chanson.